# Clubbed to Death
"Clubbed to Death" este o piesă compusă în 1995 de compozitorul australian Rob Dougan. Piesa apare pe coloana sonora a filmului  Clubbed to Death, din 1996, dar este cunoscută în versiunea Kurayamino, datorită incuderii sale pe coloana sonoră a filmului The Matrix, în 1999. Melodia a fost re-lansată sub forma unui single în 2002 cu noi remix-uri.

## Lista de piese

### Clubbed to Death (Compact Disc Experience)
Mo Wax, MW037CD, 1995
1. "The First Mix" – 7:12
2. "Kurayamino Variation" – 7:29
3. "La Funk Mob Variation" – 8:08
4. "Peshay Remix" – 6:06
5. "Spoon Mix" remixed by Carl Craig – 5:55
6. "Clubbed to Death Darkside" remixed by La Funk Mob – 5:05

### Clubbed to Death #1
Mo Wax, MW037, 1995
1. "La Funk Mob Variation"
2. "Clubbed to Death Darkside"
3. "The First Mix"

### Clubbed to Death #2
Mo Wax, MW037R, 1995
1. "Kurayamino Variation"
2. "Peshay Remix"
3. "Spoon Mix"
4. "Totally Waxed Remix" remixed by Wax Doctor

## Legături externe
- Single-ul pe Discogs